# N23 (België)
De N23 is een korte gewestweg gelegen in de Belgische hoofdstad Brussel. De weg verbindt de A3 E40 met de R20 (Kleine Ring), en is gedeeltelijk asymmetrisch. De weg bevat op sommige plekken 3x1 rijstroken en op andere plekken 1x2 rijstroken. De Belliardtunnel,  Kortenbergtunnel en de Reyerstunnel maken deel uit van deze weg.
De routes van de N23 zijn eigenlijk twee (en de N23a meetellend drie) aparte routes. Dit doordat de routes vanwege de gescheiden ligging niet helemaal gelijk lopen.

## Van Brussel richting Luik (A3)
De N23 vanuit Brussel naar de A3 is een 3 kilometer lange route, waarvan 2 kilometer ondergronds is. De eerste 900 meter van de route verloopt bovengronds met enkele lokale kruispunten en begint vanaf de R20. Na ongeveer 650 meter heeft de weg een afrit voor de N295. Hierna volgt nog 1 kruispunt voor links afslaand verkeer voordat de route de Belliardtunnel ingaat. In deze tunnel zit de afslag naar de Wettunnel voor de N3, die tot dat punt over dezelfde weg gaat als de N23. De Belliardtunnel sluit naadloos aan op de Kortenbergtunnel. In deze Kortenbergtunnel sluit een afrit van de N298 aan. Boven de Kortenbergtunnel ligt de Kortenberglaan, die het wegnummer N23a draagt. Het laatste gedeelte van de Kortenbergtunnel ligt naast de Reyerstunnel. Deze tunnel is de route van de N23 om Brussel in te gaan.
Direct na het einde van de Kortenbergtunnel gaat de weg over op de A3 E40 wat ook eveneens ongelijkvloerse verbindingen heeft met de R21. Vanaf de N23 is het niet mogelijk om op de R21 te komen.

## Uit de richting Luik (A3) naar Brussel
De N23 naar Brussel toe is een 2,7 kilometer lange route, hiervan is ongeveer 750 meter door de Reyerstunnel.
De N23 begint loopt voort uit de A3 E40 en begint vanaf het punt dat de route de Reyerstunnel ingaat. Deze Reyerstunnel ligt naast de Kortenbergtunnel, die bestemd is voor het verkeer dat over de N23 Brussel uitgaat. Na ongeveer 750 meter eindigt de Reyerstunnel en komt de N23 bovengronds, de weg sluit hier aan op de N23a en gaat vervolgens verder via de Kortenberglaan naar het Schumanplein. Bij het Schumanplein gaat de route over de Wetstraat verder, in eerste instantie samen met de N3a, maar sluit iets verder op aan op de weg uit de Wettunnel (N3) en gaat vervolgens met de N3 samen verder naar de R20.

## N23a
De N23a is de parallelweg van de N23 boven de Kortenbergtunnel. In de richting van de A3 E40 begint de N23a in Wettunnel als afslag van de N3, na deze afslag komt de weg uit op maaiveldniveau op het kruispunt met de N298 en N296. De route verloopt vervolgens in beide rijrichtingen en blijft in zijn geheel bovengronds. Ter hoogte van de Newtonstraat komt het verkeer van de N23 uit de richting van de A3 E40 via de Reyerstunnel bovengronds. De N23a gaat daarna verder waarbij het bij uitkomt op het plein van de tramhaltes Diamant, waar de weg met de N213 en R21b kruist. De R21 zelf gaat met een viaduct over dit plein heen. De N23a gaat na dit plein vervolgens nog een klein stukje verder om als een toerit aan te sluiten op de A3 E40.